# بخش مرکزی شهرستان ایلام
بخش مرکزی، یکی از بخش‌های شهرستان ایلام در استان ایلام ایران است. مرکز این بخش، شهر ایلام است.

## تقسیمات کشوری
- بخش مرکزی شهرستان ایلام
  - دهستان ده پایین
  - دهستان کشوری

شهر: ایلام

## جمعیت
بر پایه سرشماری عمومی نفوس و مسکن در سال ۱۳۹۵، جمعیت بخش مرکزی شهرستان ایلام برابر با ۲۱۵٬۵۴۳ نفر بوده‌است.